# Điền (họ)
Điền (chữ Hán: 田, Bính âm: Tian) là một họ của người Trung Quốc, Việt Nam và Triều Tiên (Hangul: 전, Romaja quốc ngữ: Jeon). Họ này đứng thứ 120 trong danh sách Bách gia tính. Đây là một họ cổ có nguồn gốc từ thời nhà Chu ở nước Tề.